# Europese kampioenschappen veldrijden 2020 - Vrouwen beloften
Het Europees kampioenschap veldrijden 2020 voor vrouwen beloften werd gehouden op zondag 8 november in het Nederlandse Rosmalen. De Nederlandse Puck Pieterse won haar eerste titel bij de beloften.

## Uitslag
| Pos.          | Renster                  | Land                | Tijd    |
| ------------- | ------------------------ | ------------------- | ------- |
| Europese trui | Puck Pieterse            | Nederland           | 40'56"  |
| Zilver        | Kata Blanka Vas          | Hongarije           | + 8"    |
| Brons         | Manon Bakker             | Nederland           | + 10"   |
| 4             | Aniek van Alphen         | Nederland           | + 23"   |
| 5             | Shirin van Anrooij       | Nederland           | + 44"   |
| 6             | Fem van Empel            | Nederland           | + 51"   |
| 7             | Francesca Baroni         | Italië              | + 52"   |
| 8             | Sara Casasola            | Italië              | + 52"   |
| 9             | Anna Kay                 | Verenigd Koninkrijk | + 1'17" |
| 10            | Gaia Realini             | Italië              | + 1'31" |
| 11            | Marion Norbert-Riberolle | Frankrijk           | + 1'40" |
| 12            | Inge van der Heijden     | Nederland           | + 1'48" |
| 13            | Josie Nelson             | Verenigd Koninkrijk | + 1'59" |
| 14            | Lauriane Duraffourg      | Frankrijk           | + 2'08" |
| 15            | Susanne Meistrok         | Nederland           | + 2'40" |
| 16            | Harriet Harnden          | Verenigd Koninkrijk | + 3'12" |
| 17            | Lara Krähemann           | Zwitserland         | + 3'35" |
| 18            | Tereza Vanícková         | Tsjechië            | + 3'54" |
| 19            | Elizabeth Ungermanova    | Tsjechië            | + 4'25" |
| 20            | Sophie Thackray          | Verenigd Koninkrijk | + 4'35" |
| 21            | Abbie Manley             | Verenigd Koninkrijk | + 5'26" |
| 22            | Amy Perryman             | Verenigd Koninkrijk | + 5'35" |

| Pos. | Punten | Prijzengeld |
| ---- | ------ | ----------- |
| 1    | 60     | € 700       |
| 2    | 40     | € 400       |
| 3    | 30     | € 300       |
| 4    | 25     | -           |
| 5    | 20     | -           |
| 6    | 17     | -           |
| 7    | 15     | -           |
| 8    | 12     | -           |
| 9    | 10     | -           |
| 10   | 8      | -           |
| 11   | 6      | -           |
| 12   | 4      | -           |
| 13   | 2      | -           |
| 14   | 1      | -           |

## Reglementen

### Landenquota
Nationale federaties mochten het volgende aantal deelnemers inschrijven:
- 8 rijdsters + 4 reserve rijdsters

### Startvolgorde
De startvolgorde per categorie was als volgt:
1. Meest recente UCI ranking veldrijden
2. Niet gerangschikte rensters: per land in rotatie (o.b.v. het landenklassement van het laatste WK). De startvolgorde van niet gerangschikte rensters binnen een team werd bepaald door de nationale federatie.

2013 · 
2014 · 
2015 · 
2016 · 
2017 · 
2018 · 
2019 ·
2020 ·
2021 ·
2022